# Câmpia Brăilei
Câmpia Brăilei sau Bărăganul de Nord reprezintă diviziunea nord-estică a Bărăganului, delimitată de râurile Călmățui, Buzău și Siret,:p. 13 având un relief format din câmpuri netede, cu altitudinea cuprinsă între 20 și 50 m, provenite din conuri fluvio-lacustre, acoperite cu o pătură groasă de loess.:p. 371
Câmpia Brăilei are două subdiviziuni principale, Câmpul Viziru (în est) și Câmpul Ianca (în vest), separate de Valea Ianca. 
Câmpul Viziru este situat între Valea Ianca la vest și râul Dunărea la est. Acesta are cele mai mici înălțimi (20-21 m altitudine absolută la sud de Viziru și 13-16 m la nord de Brăila), cu excepția muchiei nordice, unde apar dune de 28-31 m altitudine absolută. Câmpul provine din terasă și este uniform, fără procese de tasare, dar cu o serie de cursuri părăsite.:p. 371

## Galerie

Stepa Bărăganului Brăilei în imagini de la începutul secolului XX
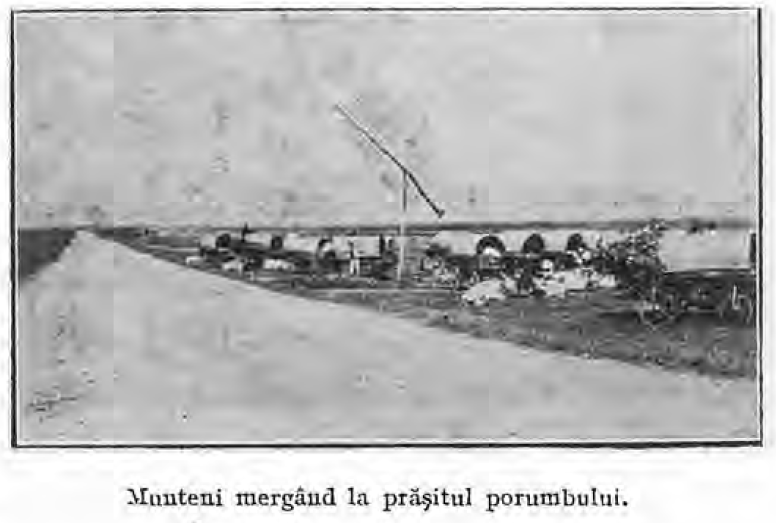
Munteni mergând la prășitul porumbului
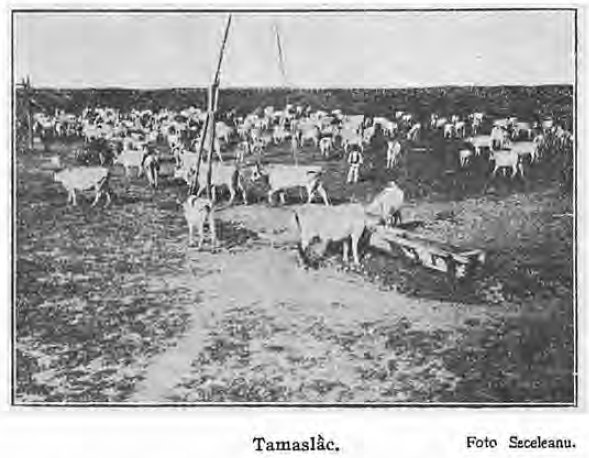
Turmă de vite
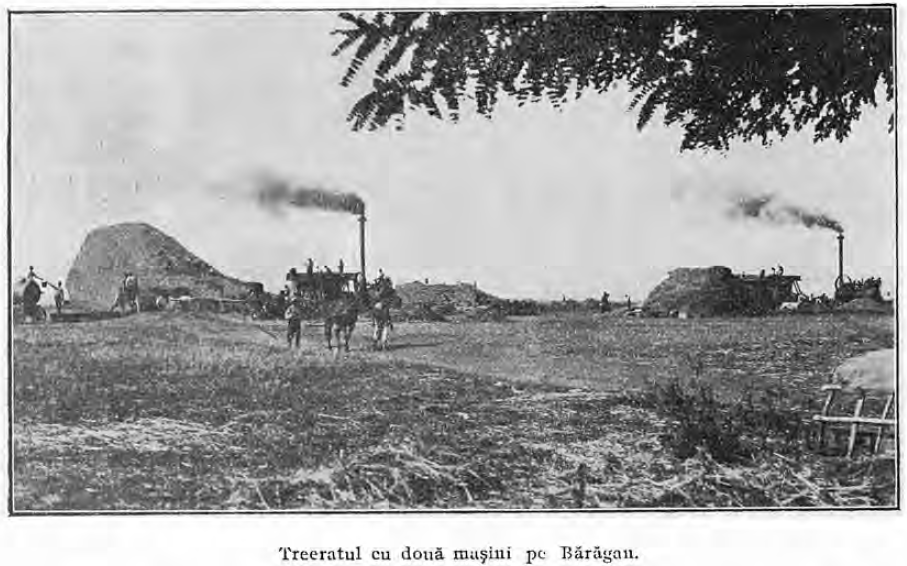
Treierat cu mașini
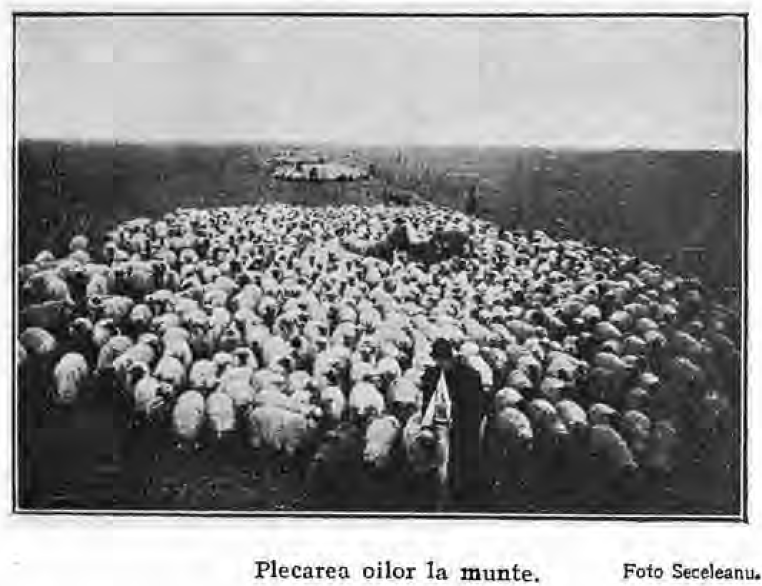
Plecatul oilor la munte
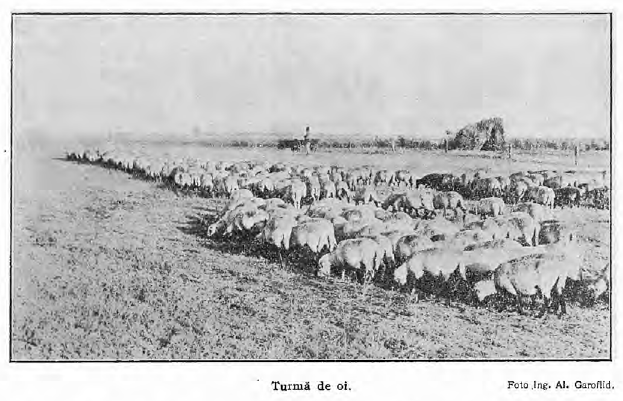
Turmă de oi
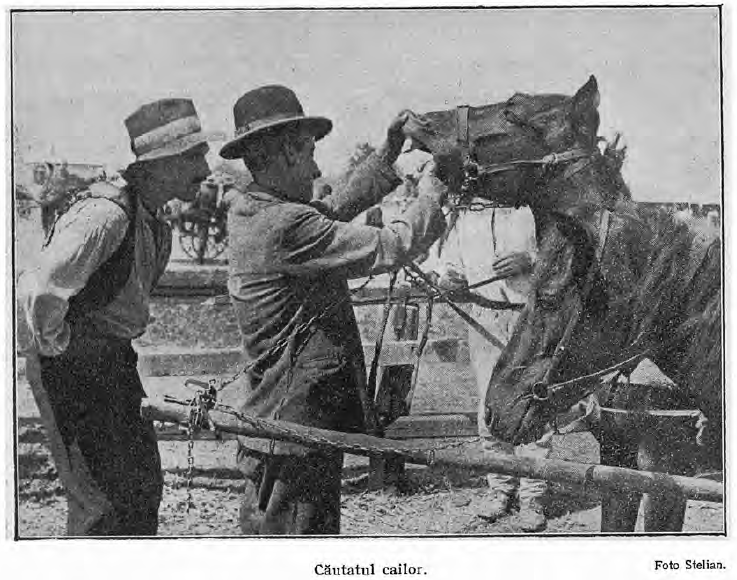
Căutatul cailor
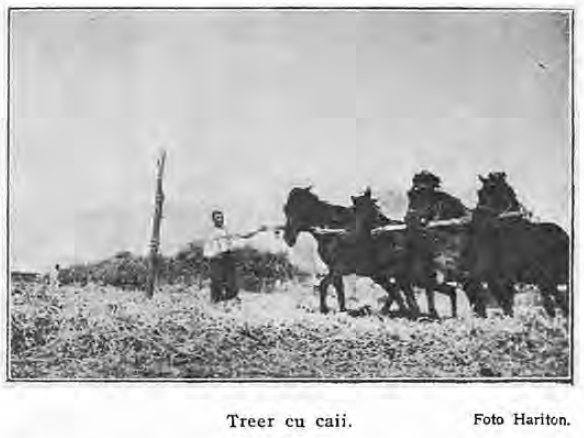
Treierat cu caii
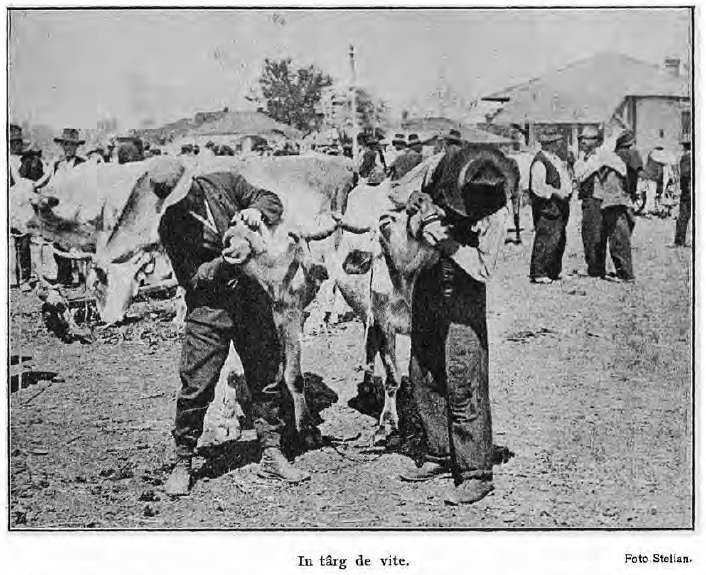
Târg de vite
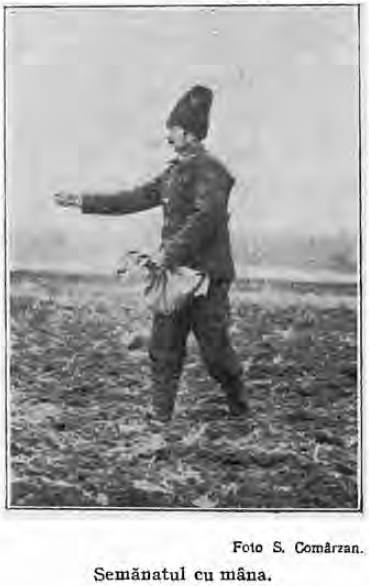
Semănatul cu mâna
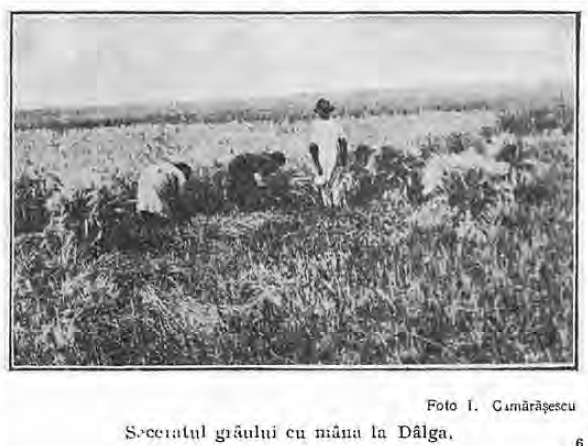
Seceratul grâului la mână
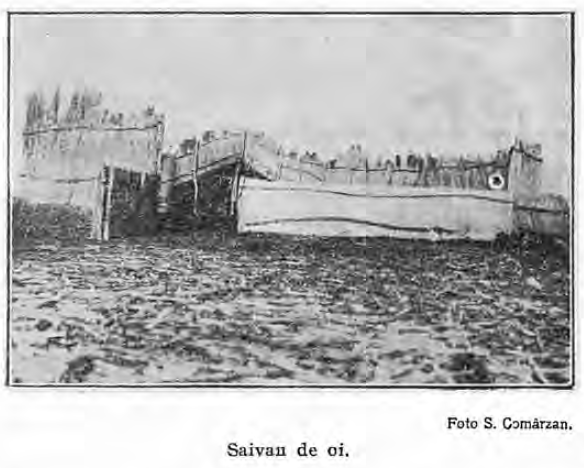
Saivan în stepă
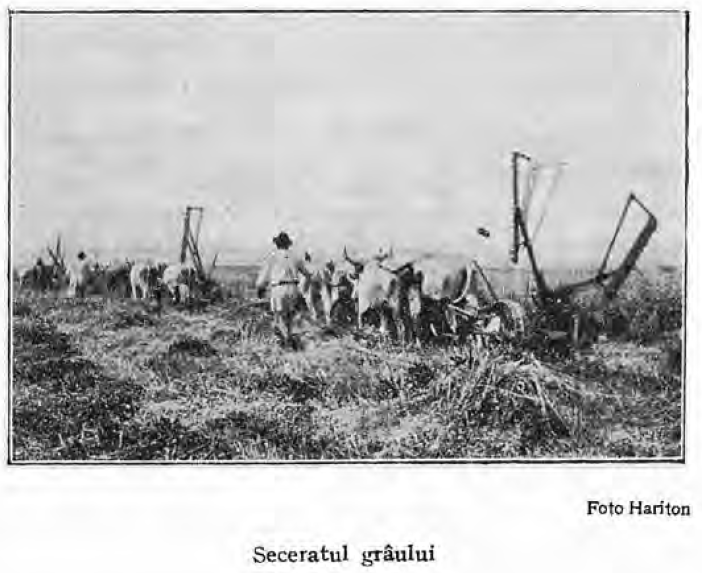
Seceratul grâului cu mașina
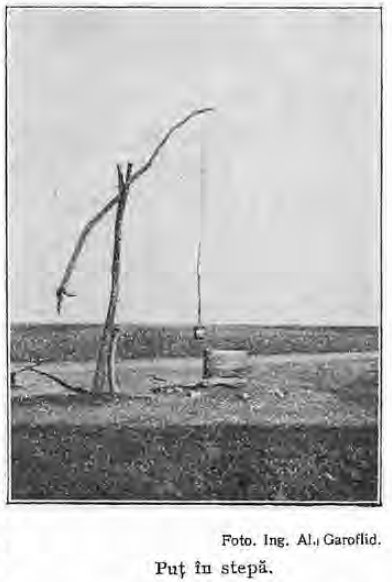
Puț în stepă
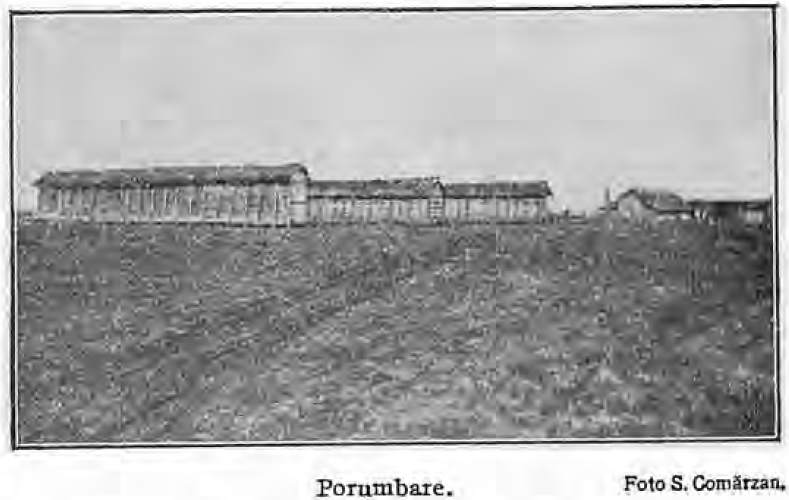
Porumbare
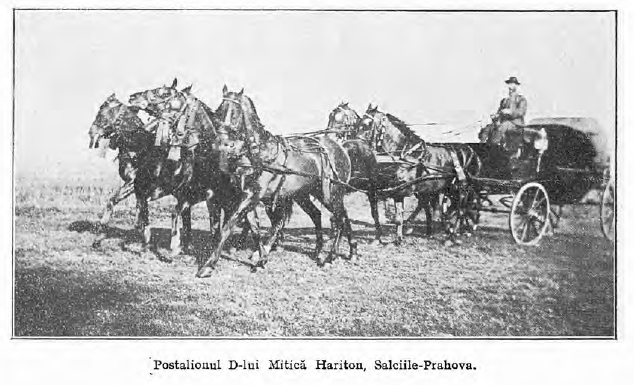
Poștalion
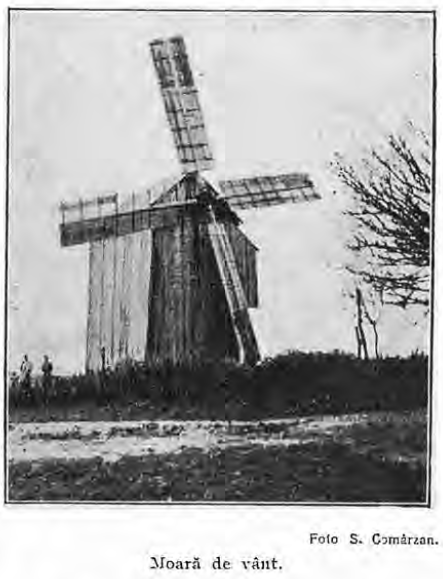
Moară de vânt
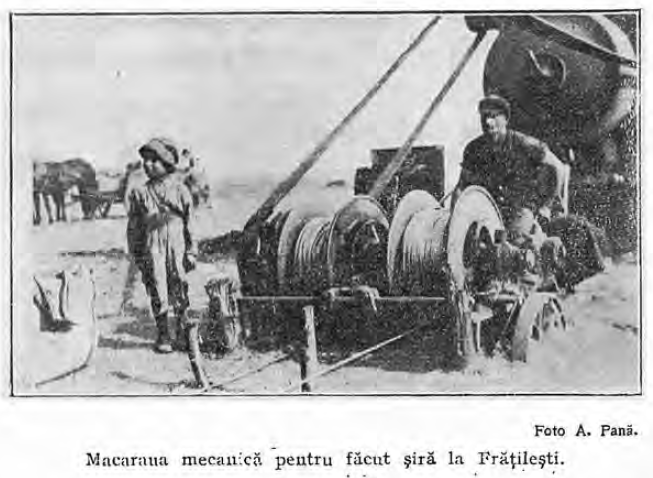
Macaraua mecanică de făcut șire
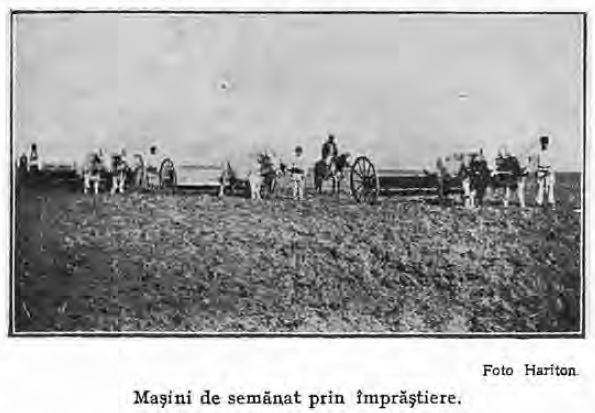
Mașini de semănat
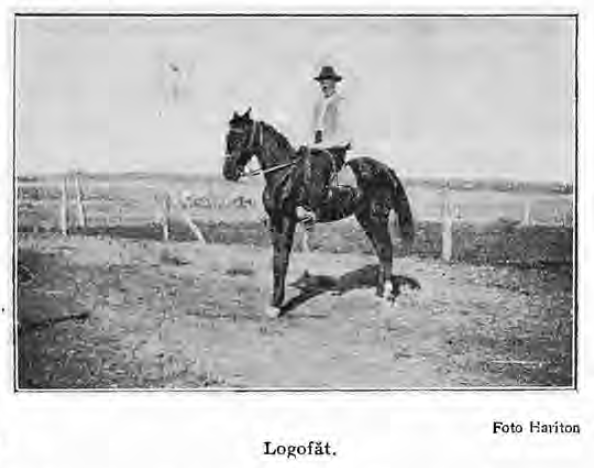
Logofăt
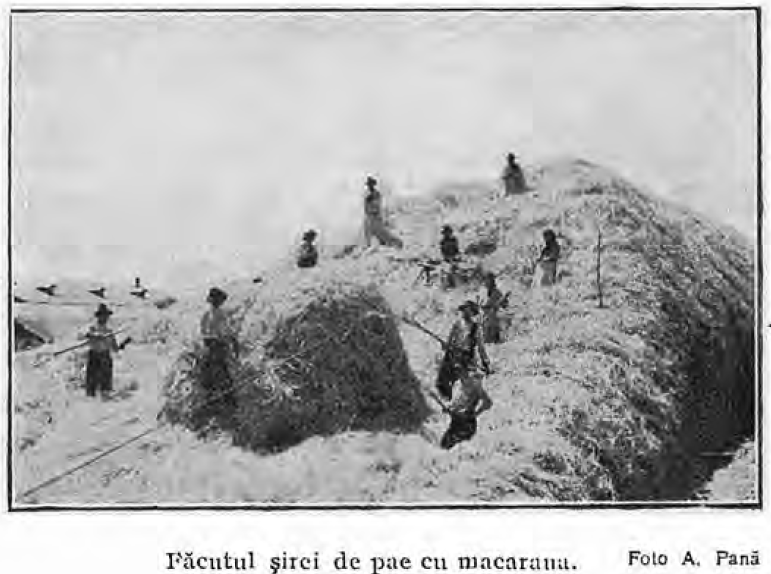
Făcutul șirei cu paie
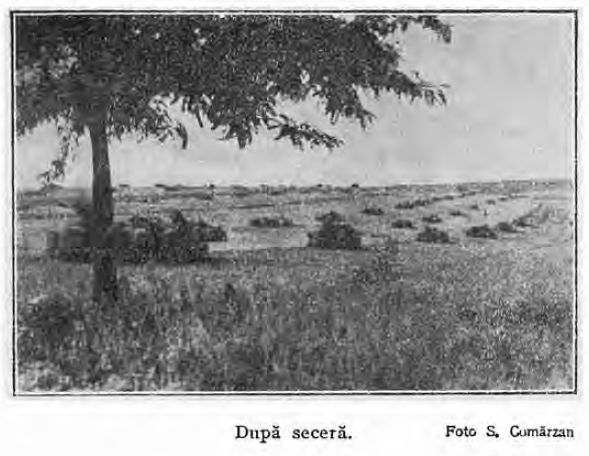
După seceriș
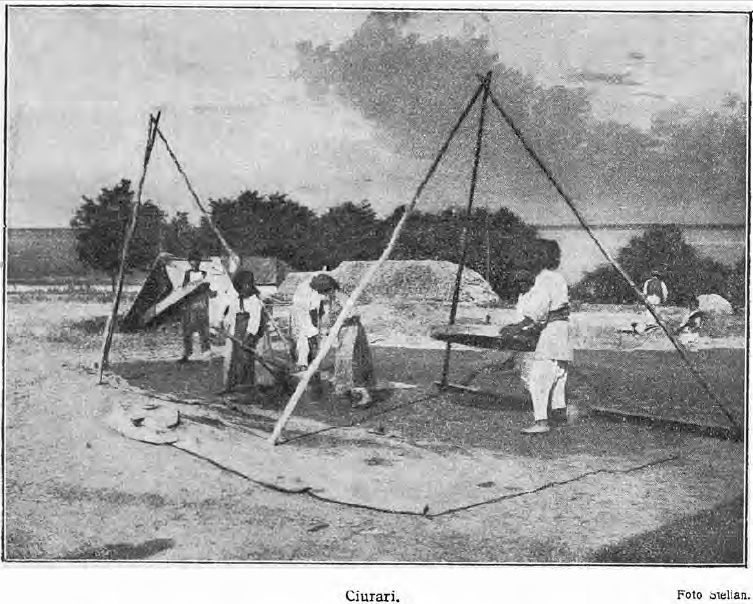
Darea grâului la ciur
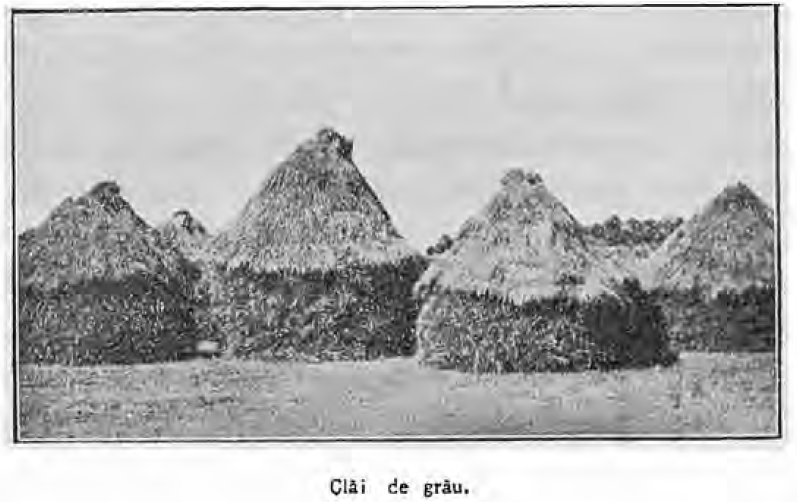
Clăi de grâu
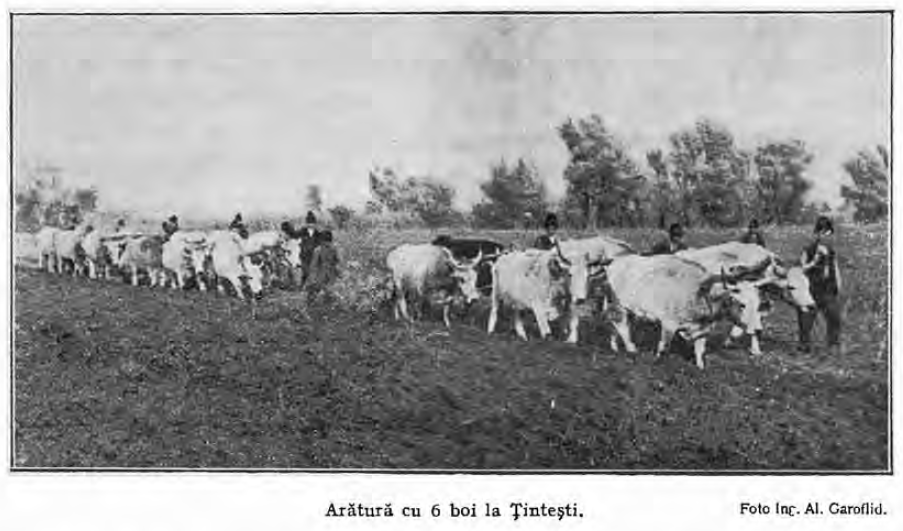
Arătură cu 6 boi
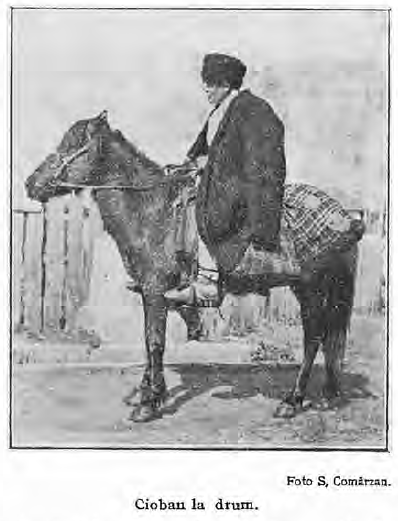
Cioban pe drum

## Vezi și
- Câmpia Bărăganului
- Câmpie